# 동십자각
동십자각(東十字閣)은 1880년(고종 17년) 경복궁 동남쪽 모서리에 설치했던 궐대다. 1972년 8월 30일 서울특별시 유형문화재 제13호로 지정되었으나, 대한민국 사적 117호인 경복궁에 포함되어 있어 2006년 8월 28일 지정이 해제되었다.

## 같이 보기
- 경복궁 - 대한민국 사적 제117호

## 참고 자료
- 동십자각 - 국가유산청 국가유산포털